# Мавродін (Димбовіца)
Мавродін (рум. Mavrodin) — село у повіті Димбовіца в Румунії. Адміністративно підпорядковане місту Рекарі.
Село розташоване на відстані 38 км на північний захід від Бухареста, 36 км на південний схід від Тирговіште, 112 км на південь від Брашова.

## Населення
За даними перепису населення 2002 року у селі проживали 1053 особи.
Національний склад населення села:
| Національність | Кількість осіб | Відсоток |
| -------------- | -------------- | -------- |
| румуни         | 978            | 92,9%    |
| цигани         | 74             | 7,0%     |

Рідною мовою назвали:
| Мова      | Кількість осіб | Відсоток |
| --------- | -------------- | -------- |
| румунська | 991            | 94,1%    |
| циганська | 60             | 5,7%     |